# Serie A 1984-1985 (rugby a 15)
La serie A 1984-85 fu il 55º campionato nazionale italiano di rugby a 15 di prima divisione.
Si tenne dal 23 settembre 1984 al 12 maggio 1985 tra 16 squadre con la stessa formula dei due tornei precedenti, che prevedeva due gironi in prima fase da 8 squadre ciascuno, le prime quattro di ciascuno dei quali destinate alla seconda fase per lo scudetto, e le ultime quattro a quella per la salvezza.
Il Petrarca guidato dal giovane allenatore Vittorio Munari (33 anni all'epoca) vinse il suo nono titolo nazionale, secondo consecutivo dopo quello della stagione precedente, affiancando così il Rovigo al secondo posto nella classifica degli scudetti vinti alle spalle dell'Amatori Milano, all'epoca a quota 14; nell'occasione il club padovano riuscì anche a portare in serie A una sua formazione cadetta, la Tre Pini, che tuttavia retrocedette subito.
Altra esordiente assoluta in serie A fu il Mirano, club veneto con meno di trent'anni di storia alle spalle essendo stato fondato nel 1957; anch'esso retrocedette alla sua prima stagione in massima divisione; con la discesa anche del Mogliano in serie B le venete a retrocedere furono tre; la quarta squadra a lasciare la serie A fu la S.S. Lazio.
Da registrare il ritorno in serie A, dopo 16 anni di assenza, della citata Amatori Milano allenata da Marco Bollesan, che lì aveva chiuso, nel 1981, la carriera da giocatore, e che alla fine del campionato, dopo la salvezza della squadra, fu chiamato ad allenare la Nazionale italiana.

## Squadre partecipanti e sponsor
- Amatori Catania
- Amatori Milano
- L’Aquila (Scavolini)
- Benetton
- Brescia (Icomatic)
- S.S. Lazio (Birra Peroni)
- Lyons (Demafil)
- Rugby Milano (MAA Assicurazioni)

- Mirano (Blue Dawn)
- Mogliano (Lee Jeans)
- Parma
- Petrarca
- Rugby Roma (Young Club)
- Rovigo (Sanson)
- San Donà (Fracasso)
- Tre Pini Padova (Petrarca cadetti)

## Formula
Come nelle due stagioni precedenti, le 16 squadre furono ripartite in due gironi paritetici da 8 squadre ciascuno che si affrontarono a girone all'italiana; le prime quattro squadre di ogni girone accedettero alla poule scudetto della seconda fase, mentre le ultime quattro alla poule salvezza, anch'esse a girone all'italiana.
La vincitrice della poule scudetto fu campione d'Italia, le ultime quattro della poule salvezza scesero in serie B.

## Prima fase

### Girone A
|      | 1ª/8ª giornata      |       |
| ---- | ------------------- | ----- |
| 9-9  | Mirano - Lazio      | 12-10 |
| 7-16 | Parma - L'Aquila    | 3-13  |
| 18-0 | Petrarca - Mogliano | 13-0  |
| 20-6 | Rugby Roma - Lyons  | 15-15 |
|      |                     |       |

|       | 4ª/11ª giornata     |      |
| ----- | ------------------- | ---- |
| 7-21  | Mirano - Petrarca   | 0-16 |
| 3-37  | Lazio - Rugby Roma  | 9-15 |
| 12-31 | Lyons - Parma       | 9-36 |
| 40-3  | L'Aquila - Mogliano | 20-3 |
|       |                     |      |

|       | 7ª/14ª giornata     |       |
| ----- | ------------------- | ----- |
| 10-0  | Mogliano - Mirano   | 9-14  |
| 16-13 | Lyons - Lazio       | 24-19 |
| 3-19  | Rugby Roma - Parma  | 9-53  |
| 18-9  | L'Aquila - Petrarca | 6-21  |

|       | 2ª/9ª giornata        |       |
| ----- | --------------------- | ----- |
| 10-21 | Mogliano - Rugby Roma | 10-21 |
| 14-11 | Lazio - Parma         | 6-59  |
| 9-7   | Lyons - Petrarca      | 4-53  |
| 62-18 | L'Aquila - Mirano     | 7-13  |
|       |                       |       |

|       | 5ª/12ª giornata     |       |
| ----- | ------------------- | ----- |
| 12-10 | Mogliano - Lazio    | 22-18 |
| 16-16 | Petrarca - Parma    | 10-13 |
| 18-33 | Lyons - L'Aquila    | 0-39  |
| 13-21 | Rugby Roma - Mirano | 7-3   |

|      | 3ª/10ª giornata       |       |
| ---- | --------------------- | ----- |
| 6-0  | Mogliano - Lyons      | 4-16  |
| 18-3 | Parma - Mirano        | 18-12 |
| 20-9 | Petrarca - Lazio      | 15-0  |
| 0-13 | Rugby Roma - L'Aquila | 9-36  |
|      |                       |       |

|       | 6ª/13ª giornata       |       |
| ----- | --------------------- | ----- |
| 38-4  | Mirano - Lyons        | 10-12 |
| 24-13 | Parma - Mogliano      | 8-0   |
| 18-35 | Lazio - L'Aquila      | 6-58  |
| 18-6  | Petrarca - Rugby Roma | 3-9   |

#### Classifica girone A
|  |    | Squadra    | G  | V  | N | P  | PF  | PS  | Pt |
|  | -- | ---------- | -- | -- | - | -- | --- | --- | -- |
|  | 1. | L’Aquila   | 14 | 12 | 0 | 2  | 396 | 128 | 24 |
|  | 2. | Parma      | 14 | 10 | 1 | 3  | 316 | 136 | 21 |
|  | 3. | Petrarca   | 14 | 9  | 1 | 4  | 240 | 97  | 19 |
|  | 4. | Rugby Roma | 14 | 7  | 1 | 6  | 175 | 224 | 15 |
|  | 5. | Mirano     | 14 | 5  | 1 | 8  | 160 | 206 | 11 |
|  | 6. | Lyons      | 14 | 5  | 1 | 8  | 145 | 324 | 11 |
|  | 7. | Mogliano   | 14 | 4  | 0 | 10 | 101 | 173 | 8  |
|  | 8. | S.S. Lazio | 14 | 1  | 1 | 12 | 144 | 345 | 3  |

### Girone B
|       | 1ª/8ª giornata                   |      |
| ----- | -------------------------------- | ---- |
| 17-7  | Amatori Catania - Amatori Milano | 9-7  |
| 23-6  | Brescia - Benetton Treviso       | 3-56 |
| 16-31 | Milano - San Donà                | 9-51 |
| 21-6  | Rovigo - Tre Pini                | 38-7 |
|       |                                  |      |

|       | 4ª/11ª giornata                    |       |
| ----- | ---------------------------------- | ----- |
| 26-23 | Amatori Milano - Milano            | 9-12  |
| 26-3  | Benetton Treviso - Amatori Catania | 3-16  |
| 18-12 | Brescia - Rovigo                   | 0-10  |
| 12-10 | Tre Pini - San Donà                | 12-33 |
|       |                                    |       |

|       | 7ª/14ª giornata                   |       |
| ----- | --------------------------------- | ----- |
| 40-0  | Benetton Treviso - Amatori Milano | 7-14  |
| 16-7  | San Donà - Amatori Catania        | 8-10  |
| 10-20 | Milano - Rovigo                   | 9-28  |
| 6-9   | Tre Pini - Brescia                | 10-11 |

|       | 2ª/9ª giornata             |       |
| ----- | -------------------------- | ----- |
| 10-29 | Amatori Milano - Brescia   | 9-14  |
| 52-0  | Benetton Treviso - Milano  | 20-3  |
| 10-19 | San Donà - Rovigo          | 12-12 |
| 12-12 | Tre Pini - Amatori Catania | 14-24 |
|       |                            |       |

|       | 5ª/12ª giornata             |      |
| ----- | --------------------------- | ---- |
| 28-19 | Amatori Catania - Rovigo    | 3-32 |
| 51-0  | Benetton Treviso - Tre Pini | 28-3 |
| 17-6  | San Donà - Amatori Milano   | 28-7 |
| 0-27  | Milano - Brescia            | 4-26 |

|      | 3ª/10ª giornata             |       |
| ---- | --------------------------- | ----- |
| 7-12 | Amatori Catania - Brescia   | 6-12  |
| 9-9  | San Donà - Benetton Treviso | 16-19 |
| 27-6 | Milano - Tre Pini           | 21-11 |
| 28-6 | Rovigo - Amatori Milano     | 15-21 |
|      |                             |       |

|       | 6ª/13ª giornata           |       |
| ----- | ------------------------- | ----- |
| 14-4  | Amatori Catania - Milano  | 20-13 |
| 17-12 | Amatori Milano - Tre Pini | 8-25  |
| 25-14 | Brescia - San Donà        | 10-19 |
| 12-9  | Rovigo - Benetton Treviso | 10-16 |

#### Classifica girone B
|  |    | Squadra         | G  | V  | N | P  | PF  | PS  | Pt |
|  | -- | --------------- | -- | -- | - | -- | --- | --- | -- |
|  | 1. | Brescia         | 14 | 11 | 0 | 3  | 219 | 169 | 22 |
|  | 2. | Benetton        | 14 | 9  | 1 | 4  | 340 | 99  | 19 |
|  | 3. | Rovigo          | 14 | 9  | 1 | 4  | 276 | 155 | 19 |
|  | 4. | Amatori Catania | 14 | 8  | 1 | 5  | 176 | 175 | 17 |
|  | 5. | San Donà        | 14 | 7  | 2 | 5  | 234 | 173 | 16 |
|  | 6. | Amatori Milano  | 14 | 4  | 0 | 10 | 147 | 276 | 8  |
|  | 7. | Rugby Milano    | 14 | 3  | 0 | 11 | 151 | 341 | 6  |
|  | 8. | Tre Pini Padova | 14 | 2  | 1 | 11 | 136 | 310 | 5  |

## Seconda fase

### Poule salvezza
|      | 1ª/8ª giornata            |      |
| ---- | ------------------------- | ---- |
| 11-9 | Lyons - Mogliano          | 4-10 |
| 3-4  | Lazio - Tre Pini          | 0-19 |
| 33-3 | San Donà - Amatori Milano | 13-8 |
| 16-3 | Milano - Mirano           | 3-8  |
|      |                           |      |

|       | 4ª/11ª giornata           |       |
| ----- | ------------------------- | ----- |
| 16-3  | Mirano - Tre Pini         | 3-13  |
| 10-0  | Lyons - San Donà          | 10-30 |
| 13-20 | Lazio - Milano            | 19-0  |
| 17-3  | Amatori Milano - Mogliano | 21-12 |
|       |                           |       |

|       | 7ª/14ª giornata         |       |
| ----- | ----------------------- | ----- |
| 6-15  | Mirano - San Donà       | 4-46  |
| 18-12 | Lazio - Mogliano        | 12-11 |
| 14-10 | Milano - Amatori Milano | 20-6  |
| 15-6  | Tre Pini - Lyons        | 4-15  |

|       | 2ª/9ª giornata         |       |
| ----- | ---------------------- | ----- |
| 14-9  | Mirano - Lazio         | 9-13  |
| 15-19 | Mogliano - San Donà    | 6-11  |
| 16-10 | Amatori Milano - Lyons | 0-12  |
| 38-0  | Tre Pini - Milano      | 12-16 |
|       |                        |       |

|       | 5ª/12ª giornata         |       |
| ----- | ----------------------- | ----- |
| 9-17  | Mirano - Amatori Milano | 7-13  |
| 0-3   | Lazio - Lyons           | 11-26 |
| 3-15  | Milano - Mogliano       | 13-0  |
| 15-22 | Tre Pini - San Donà     | 6-22  |

|      | 3ª/10ª giornata           |      |
| ---- | ------------------------- | ---- |
| 6-10 | Mogliano - Mirano         | 9-21 |
| 23-6 | San Donà - Lazio          | 7-19 |
| 10-6 | Milano - Lyons            | 6-6  |
| 9-16 | Tre Pini - Amatori Milano | 7-21 |
|      |                           |      |

|       | 6ª/13ª giornata        |       |
| ----- | ---------------------- | ----- |
| 12-10 | Lyons - Mirano         | 21-12 |
| 3-6   | Mogliano - Tre Pini    | 3-13  |
| 18-0  | San Donà - Milano      | 16-13 |
| 30-19 | Amatori Milano - Lazio | 16-16 |

#### Classifica poule salvezza
|               |    | Squadra         | G  | V  | N | P  | PF  | PS  | Pt |
| ------------- | -- | --------------- | -- | -- | - | -- | --- | --- | -- |
|               | 1. | San Donà        | 14 | 12 | 0 | 2  | 281 | 121 | 24 |
|               | 2. | Lyons           | 14 | 8  | 1 | 5  | 152 | 133 | 17 |
|               | 3. | Amatori Milano  | 14 | 8  | 1 | 5  | 194 | 190 | 17 |
|               | 4. | Rugby Milano    | 14 | 7  | 1 | 6  | 134 | 171 | 15 |
| Retrocessione | 5. | Tre Pini Padova | 14 | 7  | 0 | 7  | 164 | 146 | 14 |
| Retrocessione | 6. | S.S. Lazio      | 14 | 5  | 1 | 8  | 158 | 194 | 11 |
| Retrocessione | 7. | Mirano          | 14 | 5  | 0 | 9  | 132 | 196 | 10 |
| Retrocessione | 8. | Mogliano        | 14 | 2  | 0 | 12 | 114 | 179 | 4  |

### Poule scudetto
|       | 1ª/8ª giornata                     |       |
| ----- | ---------------------------------- | ----- |
| 25-3  | L'Aquila - Brescia                 | 31-0  |
| 17-0  | Petrarca - Rovigo                  | 31-18 |
| 50-10 | Parma - Rugby Roma                 | 23-13 |
| 32-7  | Benetton Treviso - Amatori Catania | 32-6  |
|       |                                    |       |

|      | 4ª/11ª giornata            |       |
| ---- | -------------------------- | ----- |
| 41-0 | Petrarca - Brescia         | 21-3  |
| 13-6 | Rovigo - Rugby Roma        | 22-7  |
| 9-18 | Benetton Treviso - Parma   | 17-22 |
| 15-3 | Amatori Catania - L'Aquila | 4-60  |
|      |                            |       |

|       | 7ª/14ª giornata              |       |
| ----- | ---------------------------- | ----- |
| 22-19 | L'Aquila - Parma             | 15-12 |
| 12-25 | Brescia - Rovigo             | 16-27 |
| 4-3   | Benetton Treviso - Petrarca  | 6-18  |
| 12-18 | Amatori Catania - Rugby Roma | 13-61 |

|       | 2ª/9ª giornata             |       |
| ----- | -------------------------- | ----- |
| 10-19 | Rugby Roma - L'Aquila      | 10-51 |
| 9-16  | Brescia - Benetton Treviso | 15-35 |
| 12-10 | Rovigo - Parma             | 9-47  |
| 15-18 | Amatori Catania - Petrarca | 3-42  |
|       |                            |       |

|      | 5ª/12ª giornata           |      |
| ---- | ------------------------- | ---- |
| 12-4 | L'Aquila-Benetton Treviso | 8-17 |
| 6-34 | Rugby Roma - Petrarca     | 0-22 |
| 9-22 | Brescia - Parma           | 6-38 |
| 12-4 | Amatori Catania - Rovigo  | 6-18 |

|       | 3ª/10ª giornata               |       |
| ----- | ----------------------------- | ----- |
| 18-12 | L'Aquila - Rovigo             | 7-10  |
| 6-6   | Parma - Petrarca              | 12-13 |
| 10-13 | Brescia - Amatori Catania     | 9-11  |
| 29-0  | Benetton Treviso - Rugby Roma | 20-10 |
|       |                               |       |

|      | 6ª/13ª giornata           |       |
| ---- | ------------------------- | ----- |
| 12-4 | Petrarca - L'Aquila       | 3-3   |
| 29-4 | Parma - Amatori Catania   | 11-9  |
| 14-6 | Rugby Roma - Brescia      | 0-34  |
| 3-17 | Rovigo - Benetton Treviso | 15-45 |

#### Classifica poule scudetto
|  |    | Squadra         | G  | V  | N | P  | PF  | PS  | Pt |
|  | -- | --------------- | -- | -- | - | -- | --- | --- | -- |
|  | 1. | Petrarca        | 14 | 11 | 2 | 1  | 281 | 84  | 24 |
|  | 2. | Benetton        | 14 | 10 | 0 | 4  | 283 | 145 | 20 |
|  | 3. | Parma           | 14 | 9  | 1 | 4  | 319 | 154 | 19 |
|  | 4. | L’Aquila        | 14 | 9  | 1 | 4  | 278 | 131 | 19 |
|  | 5. | Rovigo          | 14 | 7  | 0 | 7  | 188 | 251 | 14 |
|  | 6. | Amatori Catania | 14 | 4  | 0 | 10 | 130 | 347 | 8  |
|  | 7. | Rugby Roma      | 14 | 3  | 0 | 11 | 165 | 348 | 6  |
|  | 8. | Brescia         | 14 | 1  | 0 | 13 | 132 | 319 | 2  |

## Verdetti
- Petrarca: campione d'Italia
- Tre Pini Padova, S.S. Lazio, Mirano, Mogliano: retrocesse in serie B